# Йонк, Ник
Николас “Ник” Йонк (нидерл. Nicolaas 'Nik' Jonk; 11 июля 1928, Хроутсхермер, Нидерланды — 11 октября 1994, Алкмар, Нидерланды) — нидерландский скульптор, наиболее известный своими скульптурами с округлыми формами женщин, животных и мифологических героев. Также активно занимался графикой, живописью и дизайном ювелирных изделий.

## Биография
Ник Йонк родился в бедной крестьянской семье. В возрасте 17 лет увлёкся рекламным бизнесом. В 1947 году ходил на вечерние курсы в школу декоративно-прикладного искусства в Амстердаме. Его учителем был Вессел Каузейн, скульптор, работающий в стиле экспрессионизма. Именно он мотивировал Йонка продолжать обучение. Раз в неделю Ник посещал курсы по рисунку в колледже “Рейкс” в Амстердаме. В 1949 году посетил выставку в парке Сонсбеек в Арнеме и с того момента решил обратиться к искусству скульптуры. Для этого он поступил в художественную академию "Рейкс" в Амстердаме. Однако спустя три года, разочаровавшись в учёбе, бросил академию и стал заниматься самостоятельно. С 1961 по 1962 года Ник Йонк
преподавал в Королевской Академии Искусства и Дизайна в Хертогенбосе, а затем, до 1966 года давал уроки в “Студии-63”, независимой академии художеств, которую он основал совместно
с Весселом Каузейном и Мари Андриссеном. C 1974 по 1975 года преподавал в Академии Геррита Ритфельда. В 1965 году переехал с женой и 6 детьми в Гроутсхермер, деревню неподалёку от города Алкмар, в которой создал парк скульптур.

## Работы
Около 200 работ Йонка находятся в Нидерландах, а также в Бельгии, Германии, Италии и Соединённых Штатах.